# دژینابی
دژینابی (به لاتین: Dzhinabi) یک منطقهٔ مسکونی در روسیه است که در شهرستان کایتاگسکی واقع شده‌است.